# Lasalite
La lasalite (simbolo IMA: Las) è un minerale molto raro dell'omonimo gruppo; appartiene alla famiglia degli "ossidi e idrossidi" e possiede composizione chimica Na2Mg2V10O28 • 20H2O.

## Etimologia e storia
La lasalite deve il suo nome alla propria località tipo, il distretto minerario di "La Sal Creek" nella contea di San Juan (nello Utah, Stati Uniti).

## Classificazione
La classica nona edizione della sistematica dei minerali di Strunz, aggiornata dall'Associazione Mineralogica Internazionale (IMA) fino al 2009, elenca la lasalite nella classe "4. Ossidi (idrossidi, V[5,6] vanadati, arseniti, antimoniti, bismutiti, solfiti, seleniti, telluriti, iodati)" e dal lì nella sottoclasse "4.H V[5,6] Vanadati"; questa viene più finemente suddivisa in base al tipo di vanadato, in modo tale che la lasalite possa essere trovata nella sezione "4.HC [6]-Sorovanadati" dove forma il sistema nº 4.HC.05 insieme a magnesiopascoite e pascoite.
Tale classificazione resta invariata anche nell'edizione successiva, proseguita dal database "mindat.org" e chiamata Classificazione Strunz-mindat nella quale, all'interno della sezione 4.HC.05 oltre ai minerali già citati, fanno la loro comparsa anche idropascoite, hughesite e rakovanite.
Nella Sistematica dei lapis (Lapis-Systematik) di Stefan Weiß la lasalite si trova nella classe degli "ossidi" e nella sottoclasse degli "ossidi di vanadio (polivanadati con V4+/5+)"; qui forma il "gruppo dei vanadati" con il numero di sistema IV/G.01 insieme a bluestreakite, burroite, gunterite, huemulite, hughesite, hummerite, kokinosite, magnesiopascoite, nashite pascoite, postite, rakovanite, schindlerite, sherwoodite e wernerbaurite.

## Abito cristallino
La lasalite cristallizza nel sistema monoclino nel gruppo spaziale B2/b con i parametri reticolari a = 23,9019(7) Å, b = 10,9993(3) Å, c = 17,0504(5) Å e β = 118,284°.

## Origine e giacitura
La lasalite si presenta come efflorescenze in porzioni ossidate di giacimenti paleoalveolari di uranio e vanadio come quelli dell'Altopiano del Colorado; la paragenesi è con dickthomssenite, hewettite e rossite.
La lasalite è un minerale molto raro ed è stato trovato solo negli Stati Uniti: la "Vanadium Queen Mine" (38.33598°N 109.08276°W) nella contea di San Juan (nello Utah), che è la località tipo del minerale; sempre nello Utah ci sono anche le miniere di "Firefly–Pigmay", "Blue Cap" e "Pandora", tutte nella contea di San Juan, mentre la miniera di "Little Eva" si trova nella contea di Grand. Ritrovamenti anche nelle miniere di "Sunday" e di "Burro" (contea di San Miguel) e nella miniera di "Packrat" (contea di Mesa), tutte in Colorado.

## Forma in cui si presenta in natura
La lasalite si presenta tipicamente come croste di cristalli arrotondati, ma anche come cristalli prismatici squadrati, di dimensioni fino a 2 mm.
Il minerale è trasparente con lucentezza adamantina; il colore va dal giallo al giallo-arancio, così come è giallo il suo striscio.

## Proprietà
Nella luce trasmessa, la lasalite mostra tonalità diverse con un distinto pleocroismo: giallo verdastro chiaro (lungo {\displaystyle x}), giallo chiaro (lungo {\displaystyle y}), marrone chiaro ({\displaystyle z}).
La lasalite non presenta né scollature, né fratture. Tuttavia, i cristalli sono estremamente fragili e si rompono alla minima pressione. Il minerale ha una durezza Mohs pari a 1 ed è quindi uno dei minerali morbidi che possono essere graffiati con un'unghia, così come il talco, minerale di riferimento (durezza 1). La densità misurata per la lasalite è 2,38 g/cm³, la densità calcolata è 2,362 g/cm³.
Sotto l'azione del fascio di elettroni, il minerale mostra una disidratazione molto rapida. Se i cristalli di lasalite vengono esposti per lungo tempo a condizioni di secchezza e bassa umidità, si disidratano trasformandosi in una polvere gialla. La lasalite è facilmente solubile in acqua.